# Acontia opalinoides
Acontia opalinoides is een vlinder van de familie van de uilen (Noctuidae). De wetenschappelijke naam van deze soort is voor het eerst voorgesteld door Achille Guenée in een publicatie uit 1852.

## Verspreiding
De soort komt voor in:
- het Palearctisch gebied waaronder Iran,
- het Afrotropisch gebied waaronder Kaapverdië (Santiago), Mauritanië, Mali, Soedan, Eritrea, Ethiopië, Somalië, Kenia, Tanzania, Angola, Namibië, Saudi-Arabië, Oman en Jemen,
- het Oriëntaals gebied waaronder Pakistan[1], India en Myanmar.

## Waardplanten
De rups leeft op Abutilon sp. en Gossypium sp. (Malvaceae).

## Ondersoorten
- Acontia opalinoides transafricana Hacker, Legrain & Fibiger, 2008 (Saudi-Arabië, Oman, Jemen, Soedan, Eritrea, Ethiopië, Somalië, Kenia, Tanzania, Angola, Namibië)
- Acontia opalinoides westafricana Hacker, Legrain & Fibiger, 2008 (Kaapverdië, Mauritanië, Mali)